# Roland Breitschuh
Roland Breitschuh (* 11. Januar 1964 in Krefeld) ist ein deutscher Kameramann und Fotograf. Er lebt seit 2000 in Köln.

## Leben
Breitschuh absolvierte eine Ausbildung zum Fotografen bei Werner Unger, assistierte in diversen Fotostudios und arbeitete im Anschluss frei für verschiedene Agenturen und Kunden aus der werbenden Wirtschaft.
Nach Breitschuhs Volontariat beim ZDF in Mainz 1989 wurde er Film-Kameraassistent bei Carl F. Hutterer und ebenfalls 1995 dort Kameramann. Seit 1999 arbeitet Roland Breitschuh als freier Kameramann und Fotograf.
Der von Roland Breitschuh gedrehte Film Taste the Waste (Produktion WDR, Regie: Valentin Thurn) war der erfolgreichste Kinodokumentarfilm der Kino Saison 2011/2012 und brachte dem Film zahlreiche nationale und internationale Preise ein. Nach Taste the Waste kamen u. a. eine politische Diskussion über das deutsche Mindesthaltbarkeitsdatum sowie eine Infragestellung europäisch genormter landwirtschaftlicher Handelsware auf.
Stark beachtet wurde auch Breitschuhs Kameraarbeit bei den in Deutschland gedrehten Dokumentarszenen (Interviews) zu dem US-amerikanischen Film „Jesse Owens“ (PBS; firelight media, Regie: Laurens Grant), der 2013 mit drei Emmy-Nominierungen und einem Emmy ausgezeichnet wurde.
2014 erhielten Roland Breitschuh und seine Kollegen eine weitere Emmy-Nominierung in der Kategorie „Outstanding Cinematography, documentary and long form“ für die Bildgestaltung der Wissenschaftsdokumentation „Killer in the Caves“ (Produktion smithsonian channel, USA/Taglicht Media, D, Regie: Dennis Wells).

## Filmografie (Auswahl)
- 2001: Contergan: Die Eltern
- 2002: Robert Redford – ein unabhängiger Geist
- 2003: Breaking the Rules
- 2004: Hitler und der Adel
- 2005: Black Starlets – Der Traum vom großen Fußball
- 2006: Verliebt in ein altes Schloss
- 2007: Ungleiches Schicksal – Thomas und Heinrich Mann im kalifornischen Exil
- 2008: Feuchtwanger lebt
- 2009: Jazz für die Russen – To Russia with Jazz
- 2009: Gesichter des Islam
- 2010: Der Fall Rohwedder
- 2011: Taste the Waste
- 2011: Überall ist Süden – Die Wirklichkeiten des Tennessee Williams
- 2011: Jesse Owens – Der schnellste Mann der Welt
- 2012: Das Geheimnis der Päpstin
- 2012: Dackel! Kleiner Hund ganz groß
- 2012: Killer in the Caves
- 2012: Endstation Bad Kleinen
- 2013: Terra X – Die Wikinger
- 2013: Terra X – Die Ritter

## Publikationen
- Roland Breitschuh (Fotografien) mit Christian Feyerabend (Text): Adenauer. Der Garten und sein Gärtner. Herausgegeben von der Stiftung Bundeskanzler-Adenauer-Haus. Greven, Köln 2020, ISBN 978-3-7743-0926-5.